# Temporada da NHA de 1910–11
A temporada da NHA de 1910–11 foi a segunda temporada da já extinta National Hockey Association. Cinco times jogaram 16 jogos cada, com a competição iniciando em 31 de dezembro de 1910 e terminando em 10 de março de 1911. O Ottawa Senators, chamado oficialmente de Ottawa Hockey Club, foi o vencedor do campeonato e tomou a Copa Stanley do Montreal Wanderers, o campeão do ano anterior.